# Municipio Vitichi
Das Municipio Vitichi (auch: Vitiche) ist ein Verwaltungsbezirk im Departamento Potosí im südamerikanischen Anden-Staat Bolivien.

## Lage im Nahraum
Das Municipio Vitichi ist eins von zwei Municipios in der Provinz Nor Chichas. Es grenzt im Norden an die Provinz José María Linares, im Westen und Süden an das Municipio Cotagaita und im Osten an das Departamento Chuquisaca. Es erstreckt sich über 45 Kilometer in Ost-West-Richtung und über 80 Kilometer in Nord-Süd-Richtung.
Das Municipio umfasst insgesamt 132 Ortschaften, der zentrale Ort des Municipios ist Vitichi mit 394 Einwohnern, die größte Ortschaft ist Yawisla mit 1023 Einwohnern. (Volkszählung 2012)

## Geographie
Das Municipio Vitichi liegt im südlichen Teil der kargen Hochebene des bolivianischen Altiplano.
Das Klima ist wegen der Binnenlage kühl und trocken und durch ein typisches Tageszeitenklima gekennzeichnet, bei dem die Temperaturschwankungen zwischen Tag und Nacht in der Regel deutlich größer sind als die jahreszeitlichen Schwankungen. Die Jahresdurchschnittstemperatur liegt bei 13 °C und schwankt nur unwesentlich zwischen 10 °C im Juni/Juli und gut 15 °C von November bis März (siehe Klimadiagramm Vitichi).
Der Jahresniederschlag beträgt nur etwa 400 mm, mit einer stark ausgeprägten Trockenzeit von April bis Oktober mit Monatsniederschlägen unter 20 mm, und einer Feuchtezeit von Dezember bis Februar mit etwa 80 mm Monatsniederschlag.

## Bevölkerung
Die Einwohnerzahl ist zwischen 1992 und 2024 um etwa ein Fünftel zurückgegangen:
| Jahr | Einwohner | Quelle       |
| ---- | --------- | ------------ |
| 1992 | 13.756    | Volkszählung |
| 2001 | 11.298    | Volkszählung |
| 2012 | 10.646    | Volkszählung |
| 2024 | 10.102    | Volkszählung |

Die Bevölkerungsdichte des Municipios bei der letzten Volkszählung von 2024 betrug 5,9 Einwohner/km², der Anteil der städtischen Bevölkerung liegt bei 0 Prozent, der Anteil der unter 15-Jährigen an der Bevölkerung beträgt 42,2 Prozent (2001).
Der Alphabetisierungsgrad bei den über 19-Jährigen beträgt 66 Prozent, und zwar 89 Prozent bei Männern und 50 Prozent bei Frauen. Wichtigste Sprache mit einem Anteil von 98 Prozent ist Quechua, 56 Prozent der Bevölkerung sprechen Spanisch. 84 Prozent der Bevölkerung sind katholisch, 14 Prozent evangelisch. (1992)
Die Lebenserwartung der Neugeborenen liegt bei 59,5 Jahren. 96 Prozent der Bevölkerung haben keinen Zugang zu Elektrizität, 84 Prozent leben ohne sanitäre Einrichtung. (2001)

## Politik
Ergebnisse der Regionalwahlen (concejales del municipio) vom 4. April 2010:
| Wahl- berechtigte |  | Wahl- beteiligung | gültige Stimmen |  | MAS-IPSP | AS     | MSM    | PS    |
| ----------------- |  | ----------------- | --------------- |  | -------- | ------ | ------ | ----- |
| 4.708             |  | 3.844             | 2.853           |  | 1.619    | 661    | 342    | 231   |
|                   |  | 81,6 %            | 74,2 %          |  | 56,7 %   | 23,2 % | 12,0 % | 8,1 % |

Ergebnis der Regionalwahlen (elecciones de autoridades políticas) vom 7. März 2021:
| Wahl- berechtigte |  | Wahl- beteiligung | gültige Stimmen |  | MAS-IPSP | PAN-BOL | AS      | PUKA SUNQU |
| ----------------- |  | ----------------- | --------------- |  | -------- | ------- | ------- | ---------- |
| 4.765             |  | 3.781             | 3.072           |  | 1.921    | 453     | 314     | 126        |
|                   |  | 79,35 %           | 81,25 %         |  | 62,53 %  | 14,75 % | 10,22 % | 4,10 %     |

## Gliederung
Das Municipio unterteilt sich in die folgenden Kantone (cantones):
- 05-0602-01 Kanton Vitichi – 61 Ortschaften – 4.579 Einwohner (Volkszählung 2012)
- 05-0602-02 Kanton Calcha – 30 Ortschaften – 1.909 Einwohner
- 05-0602-03 Kanton Ara – 8 Ortschaften – 530 Einwohner
- 05-0602-04 Kanton Yawisla – 33 Ortschaften – 3.628 Einwohner

## Ortschaften im Municipio Vitichi
- Kanton Vitichi
  - Ayoma Baja 521 Einw. – Vitichi 394 Einw. – Ayoma Alta 85 Einw.

- Kanton Calcha
  - Yurac Cancha 322 Einw. – Calcha 285 Einw. – Kehuaca Grande 107 Einw. – Agua de Castilla 51 Einw.

- Kanton Ara
  - Estumilla 307 Einw. – Ari Palca 291 Einw. – Ara 25 Einw.

- Kanton Yawisla
  - Yawisla 1023 Einw. – Calvi-Chontola 396 Einw. – Surmajchi 305 Einw. – Ampa Ampa 129 Einw.